# Peter Michal Bohuň
Peter Michal Bohuň  (Nagyfalu, 1822. szeptember 29. – Biała, 1879. május 20.) szlovák festő.

## Élete
Bohúň egy evangélikus papi családjából származik. Tanulmányait először Árva vármegyei szülővárosában, majd a Gömör és Kishont vármegyei Özörény gimnáziumában végezte. 1836-tól a lőcsei  protestáns líceumba járt, majd azt 1841-ben a magyar kormány bezárta az etnikai zavargások miatt. Ezután Késmárkba ment, ahol 1843-ig jogot tanult, és szabadidejében festeni kezdett.
Jogi tanulmányai befejezése után úgy döntött, hogy hivatásos festő lesz, és 1843-ban a Prágai Képzőművészeti Akadémián litográfusnak tanult, 1845 és 1847 között Christian Ruben német festő tanította. Apja 1844-es halála után az árvai nemes, Michal Kubín anyagi támogatására szorult egyetemi tanulmányai befejezéséhez.
Nem sokkal az egyetem elvégzése után csatlakozott a Ľudovít Štúr körüli szlovák nemzeti mozgalomhoz, és nagy szerepe volt az önálló szlovák festészet megalapításában. Munkái főleg portrékból álltak, például a korabeli szlovák személyiségek portréiból, de oltárképekből és ikonokból is, amelyek Szlovákia különböző templomait díszítik. A tájképek meglehetősen ritkák nála, és főleg szülőföldjét, Árvát ábrázolják. Az egyik kiemelkedő festménye az 1848-ban, Szlovákia egész területéről érkezett jelmezesekkel készült Szlovák népgyűlés temperafestmény, de leghíresebb képe Ján Francisci-Rimavsky századosnak a szlovák felkelés idején készült portréja.
1848-tól a Tátra alatti Lucsivnán tanár, 1854-ben a liptószentmiklósi protestáns leányiskola rajztanára, a Matica slovenská tagja volt. A túlzott eladósodása miatt 1865-ben elhagyta Szlovákiát, és az akkori galíciai Lipnikben telepedett le, amely ma Bielsko-Biała kerülete. 1876-ban Olaszországba utazott a fia keresésére, aki dezertált a császári és királyi hadseregből.
1879. május 20-án halt meg tüdőgyulladásban, a białai evangélikus temetőben nyugszik.

## Emlékezete
A Peter Michal Bohúň Képtár 1955 óta a liptószentmiklósi egykori protestáns leányiskola épületében működik.

## Képgaléria

Peter Michal Bohuň festményei
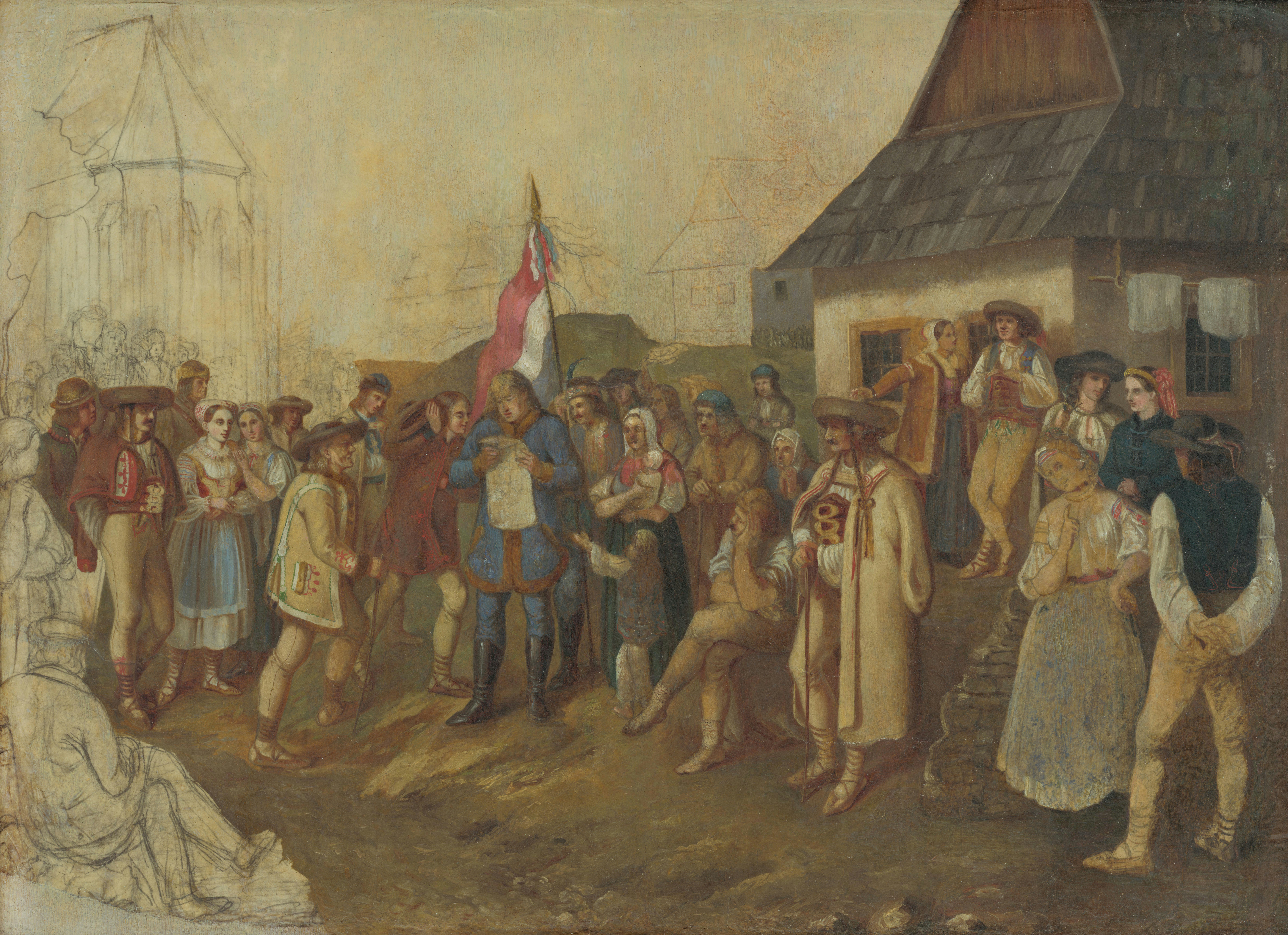
A Szlovák Népgyűlés 1848 tavaszán
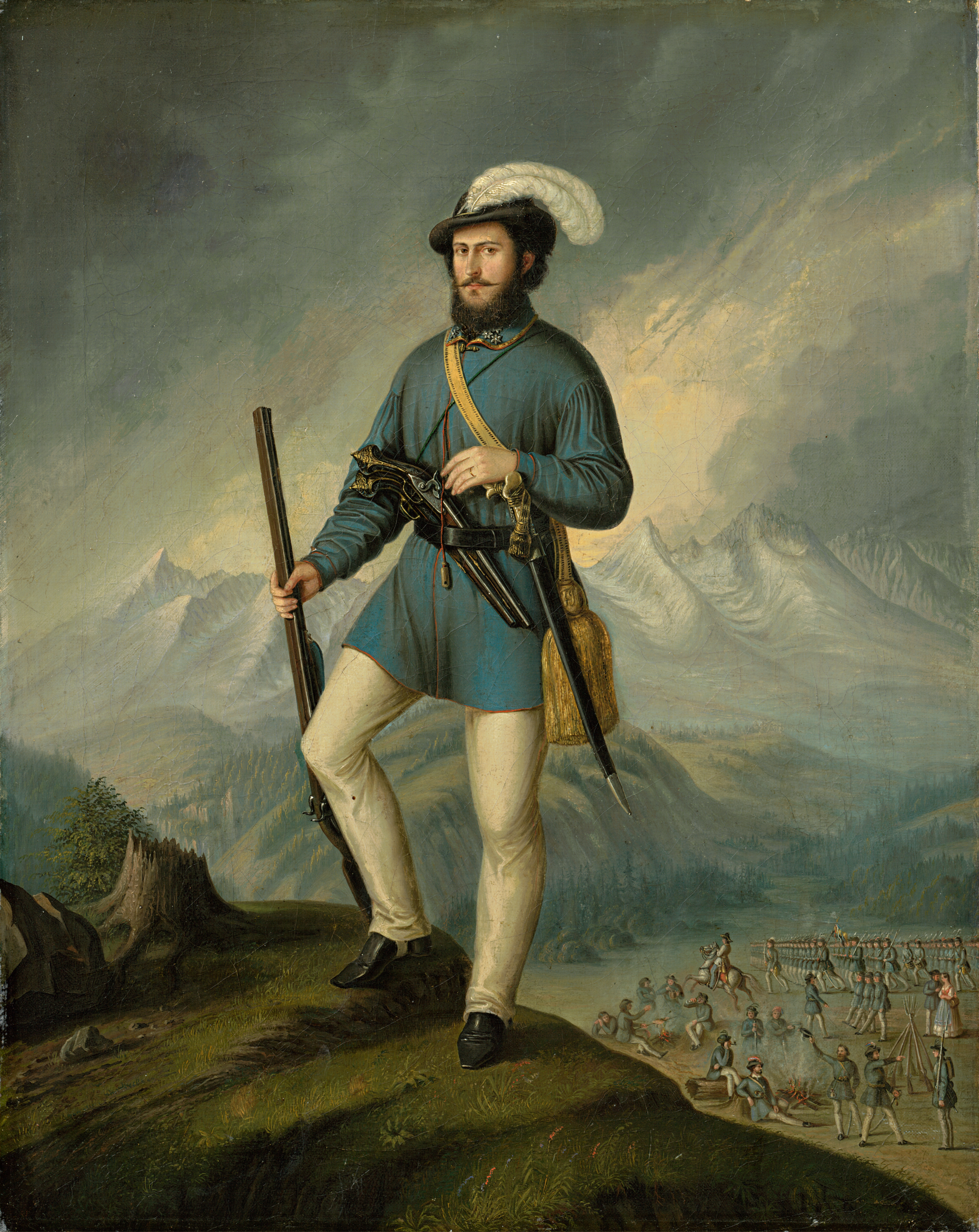
Ján Francisci portréja a szlovák önkéntesek kapitányaként
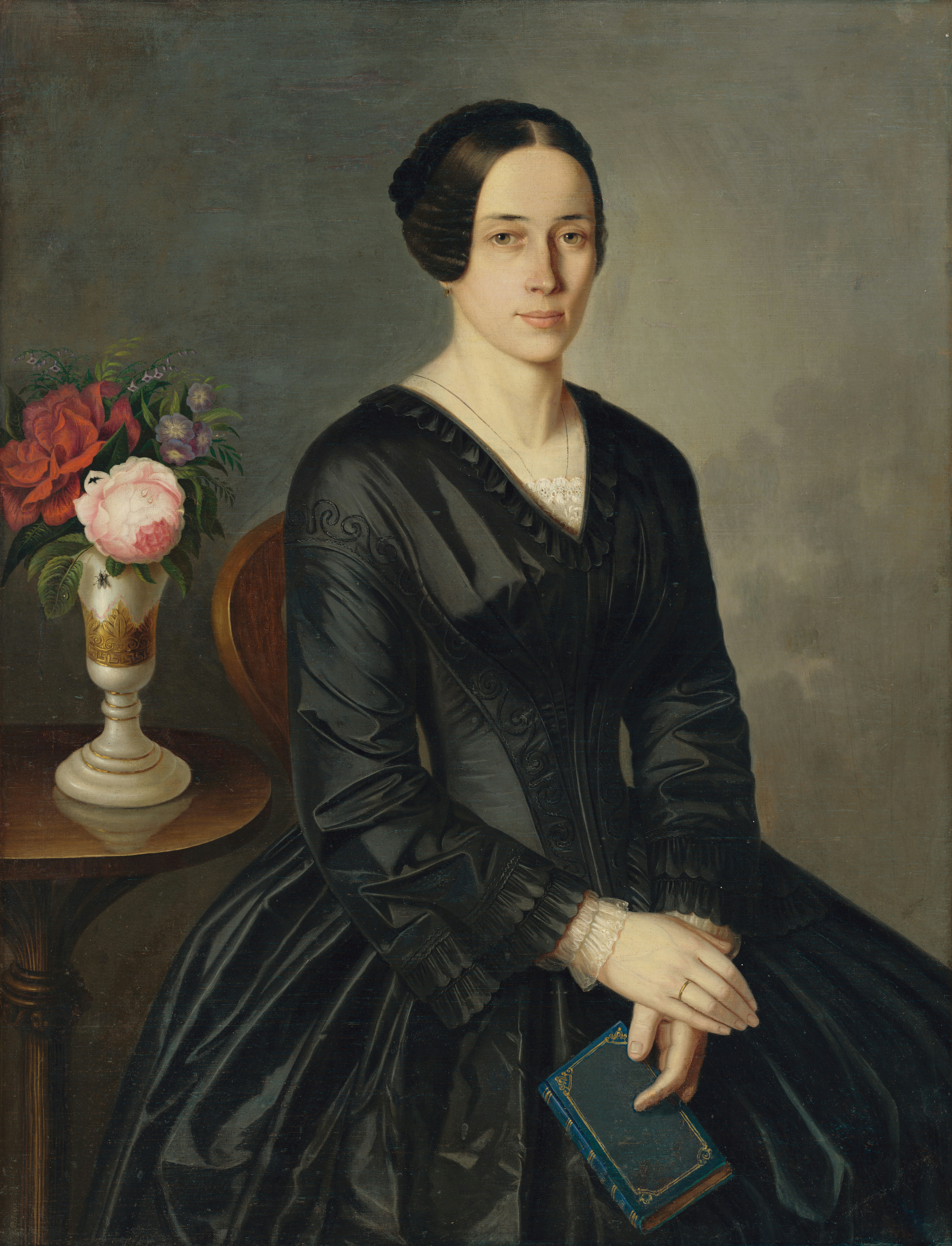
Feleségének, Klonkay Žofának a portréja
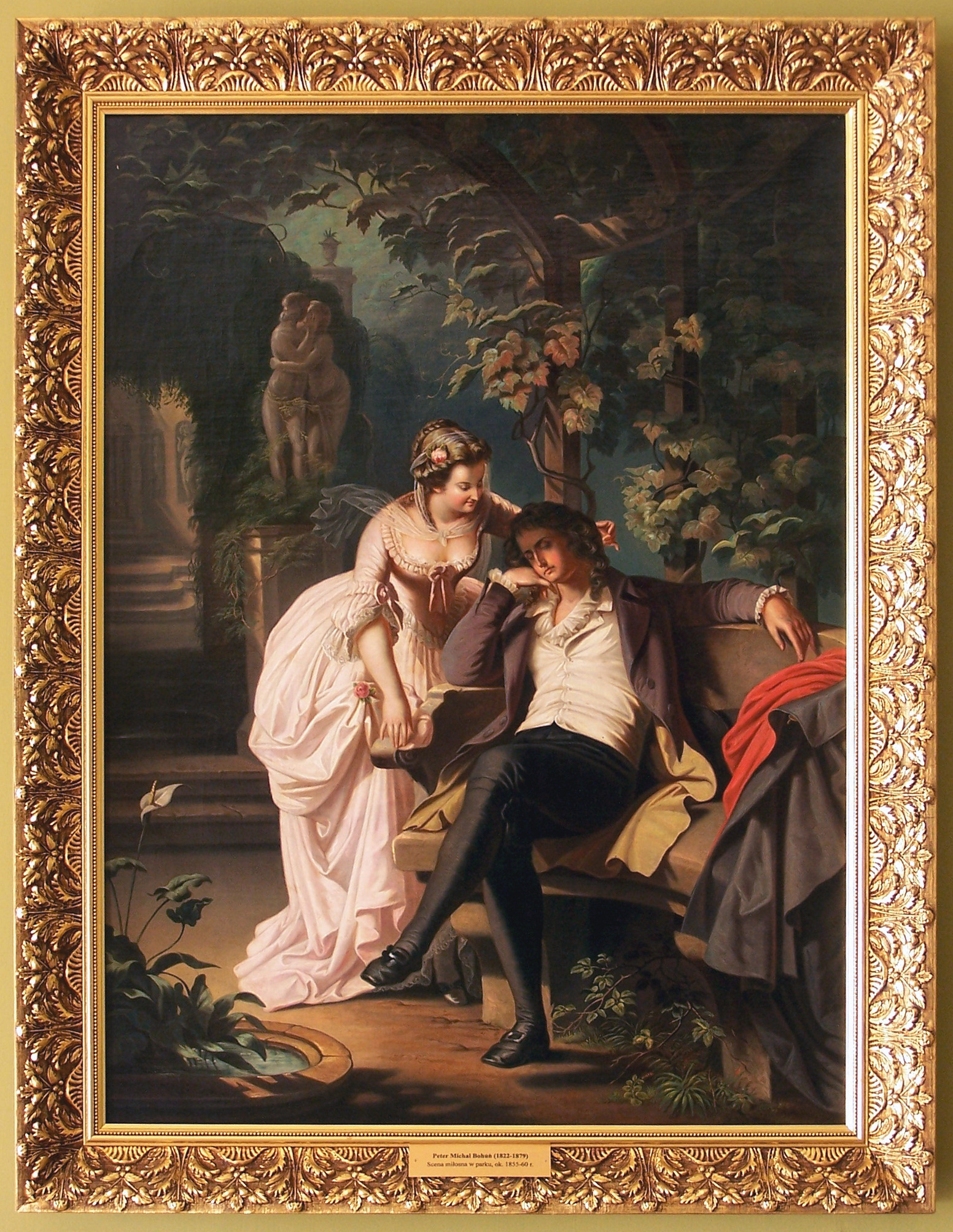
Szerelmi jelenet egy parkban
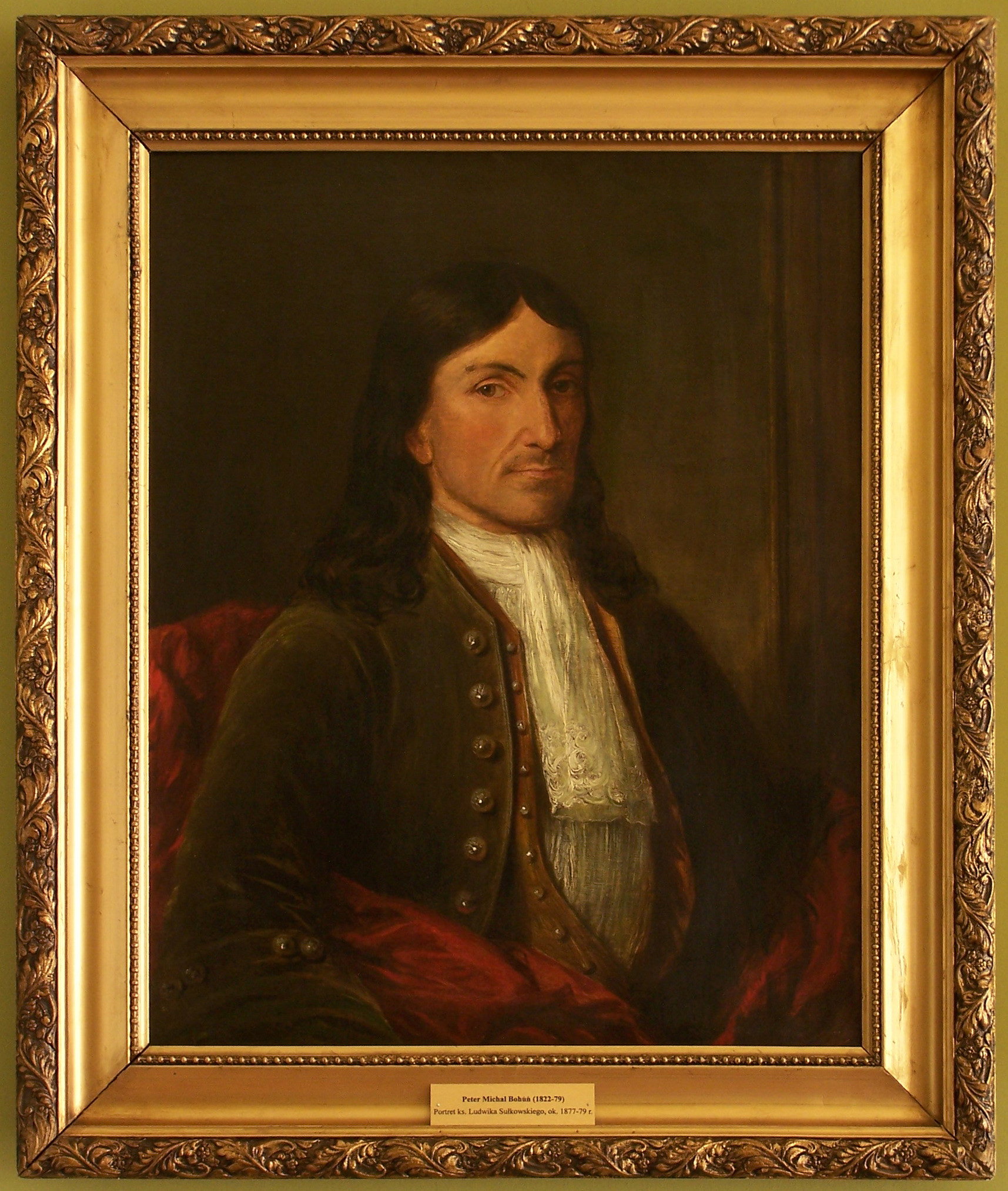
Ludwik Sułkowski herceg portréja
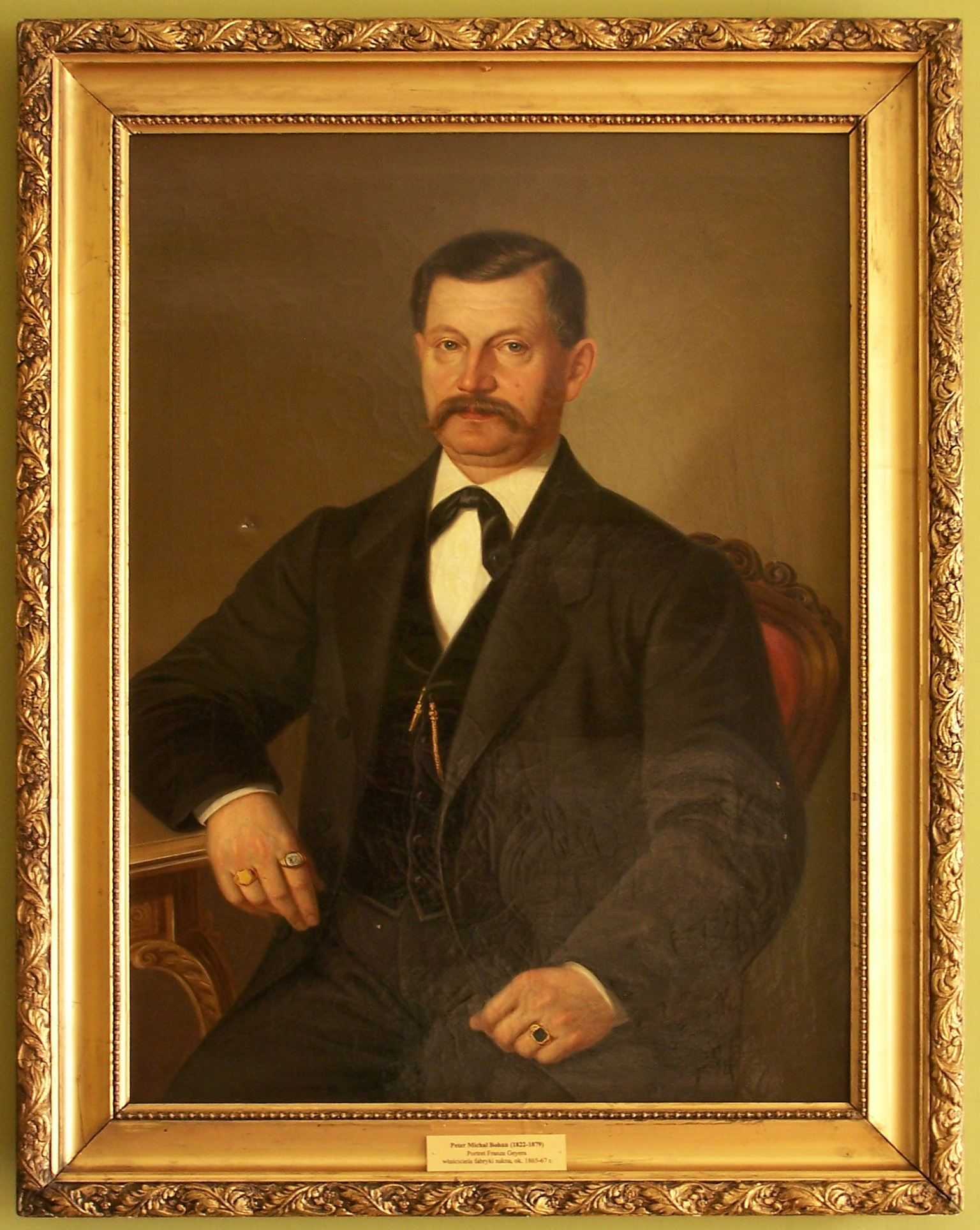
Franz Geyers portréja

## Jegyzetek

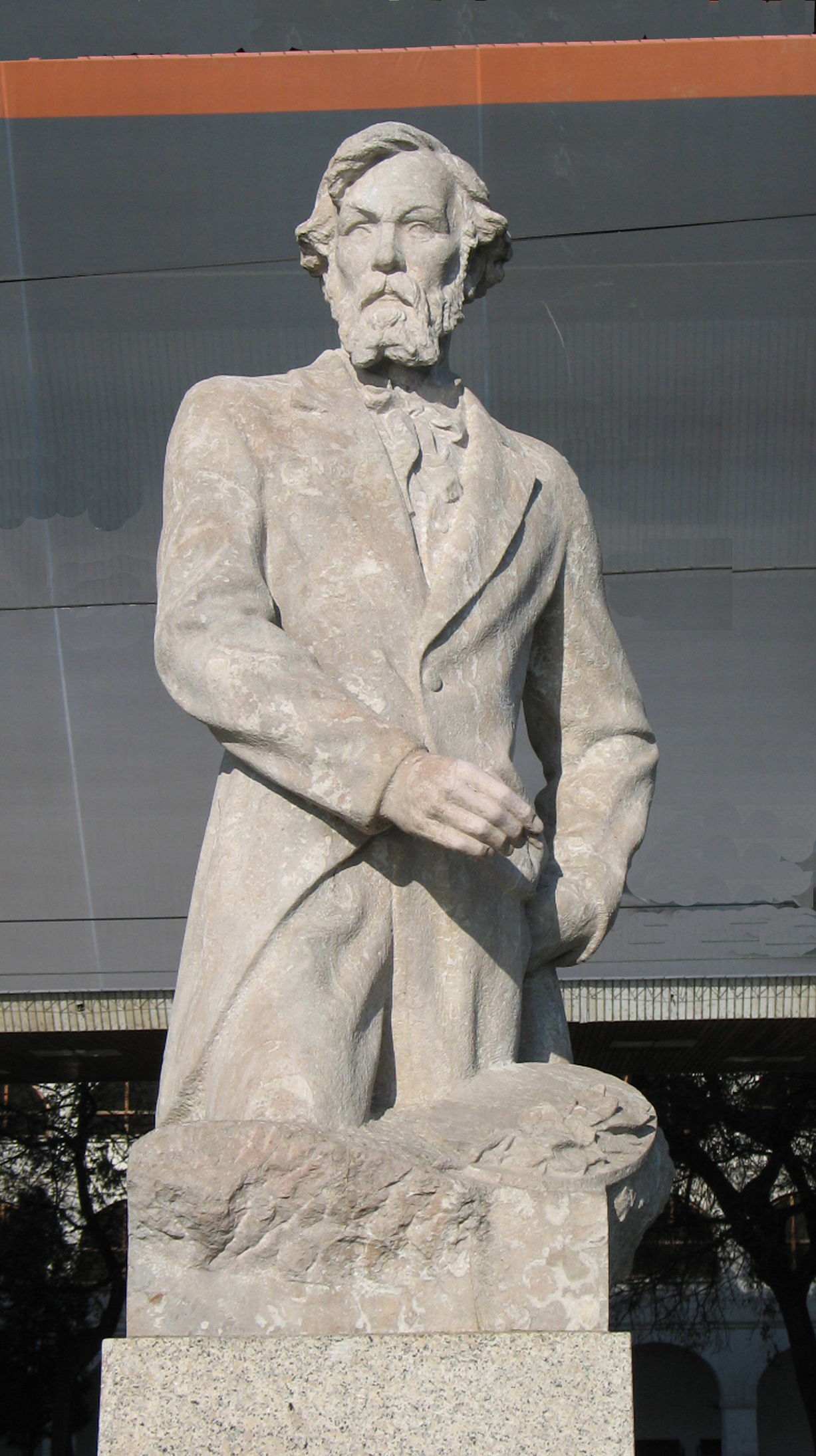
Szobra a pozsonyi Szlovák Nemzeti Galéria előtt

## Fordítás
- Ez a szócikk részben vagy egészben  a   Peter Michal Bohuň című német Wikipédia-szócikk ezen változatának fordításán alapul.  Az eredeti cikk szerkesztőit annak laptörténete sorolja fel. Ez a jelzés csupán a megfogalmazás eredetét és a szerzői jogokat jelzi, nem szolgál a cikkben szereplő információk forrásmegjelöléseként.